# The Only (minialbum)
The Only – trzeci minialbum południowokoreańskiej grupy The Boyz, wydany 29 listopada 2018 roku przez wytwórnię Cre.ker Entertainment. Płytę promował singel „No Air”. Sprzedał się w nakładzie 154 468 egzemplarzy w Korei Południowej (stan na maj 2021).

## Lista utworów
| CD | CD                                                    | CD                                            | CD                                            | CD            | CD      |
| Nr | Tytuł utworu                                          | Tekst                                         | Kompozycja                                    | Aranżacja     | Długość |
| -- | ----------------------------------------------------- | --------------------------------------------- | --------------------------------------------- | ------------- | ------- |
| 1. | „Breath to Breath”                                    |                                               | Wonderkid                                     | Wonderkid     | 0:58    |
| 2. | „No Air”                                              | ROYDO, Sunwoo                                 | ROYDO, Wonderkid                              | Wonderkid     | 4:05    |
| 3. | „Only ONE”                                            | Shin Kung, Dali, BreadBeat, Ollounder, Sunwoo | Shin Kung, BreadBeat, Ollounder, Wonderkid    | Wonderkid     | 3:26    |
| 4. | „Jagagmong (Lucid Dream)” (kor. 자각몽 (Lucid Dream)) | Cho Yoon-kyung                                | TOYO, Drew Ryan Scott, Sean Michael Alexander | TOYO          | 3:21    |
| 5. | „36.5 (Melting Heart)”                                | Hwang Yu-bin, Sunwoo                          | KrizCurtis F.                                 | KrizCurtis F. | 4:06    |
| 6. | „4EVER”                                               | 1of1                                          | 1of1, Lee Dong-woo                            | 1of1          | 3:45    |

## Notowania
| Lista                     | Pozycja |
| ------------------------- | ------- |
| Gaon Weekly Album Chart   | 2       |
| Oricon Weekly Album Chart | 39      |